# Gilgongo! ou, a Última Transmissão da Rádio Ducher
"Gilgongo! ou, a Última Transmissão da Rádio Ducher" é o quinto álbum de estúdio da banda de rock brasileira Bidê ou Balde. Foi lançado em outubro de 2015, em parceria com o selo paulista HBB (Hearts Bleed Blue). 
Gilgongo! é um álbum conceitual e reproduz com perfeição a última hora de transmissão da imaginária Rádio Ducher - vinhetas e comerciais incluídos -, antes que ela seja extinta, abruptamente, por alienígenas que invadem os estúdios e interrompem permanentemente a sua programação, bem em meio a um programa apresentado pela grande dama da rádio rock gaúcha, Katia Suman, que estava apresentando raridades, novidades e outras coisas malucas relacionadas à Bidê ou Balde.
Segundo o vocalista Carlinhos Carneiro, GILGONGO! encerra uma trilogia, que inclui o EP Adeus, Segunda-feira Triste (2011) e o álbum Eles São Assim. E Assim Por Diante (2012), chamada Kilgore Trio, uma homenagem ao personagem Kilgore Trout, que apareceu em diferentes livros do autor americano Kurt Vonnegut, reverenciado em títulos e outras particularidades nos três lançamentos da banda. 
O álbum foi incluído na lista dos 50 Melhores Discos Nacionais de 2015, pelo site Miojo Indie, na posição 49º. 

## Faixas
| N.º            | Título                                                                                                  | Compositor(es)                                                                 | Duração |  |
| 1.             | "[Sintonizando Ducher]"                                                                                 | Gilberto Ribeiro Jr., Leandro Sá e Carlinhos Carneiro                          | 0:24    |  |
| 2.             | "Much more than a friend" (Por Luciano Albo)                                                            | Leandro Sá e Carlinhos Carneiro (Versão: Luciano Albo)                         | 2:12    |  |
| 3.             | "[Radio Ducher #1]"                                                                                     | Carlinhos Carneiro e Pedro Petracco                                            | 0:32    |  |
| 4.             | "Não para(r) mais" (Participação: Pedro Porto, Marcos Rübenich e Cristiano Sassá)                       | Carlinhos Carneiro, Leandro Sá, Vivi Peçaibes, Rodrigo Pilla e Flávio Carneiro | 4:33    |  |
| 5.             | "À la minuta" (Participação: Edu K e Platéia do Opinião)                                                | Carlinhos Carneiro e Leandro Sá                                                | 4:25    |  |
| 6.             | "[Rádio Ducher #2]"                                                                                     | Carlinhos Carneiro, Plato Divorak e Pedro Petracco                             | 1:11    |  |
| 7.             | "O soul mentiu pra você" (Participação: Grass Fed Youth)                                                | Plato Divorak, Beto Nickhorn e Régis Sam                                       | 4:37    |  |
| 8.             | "Fazer tudo a pé" (Participação: Diego Belmonte e Maurício Bisol)                                       | Rodrigo Pilla                                                                  | 3:49    |  |
| 9.             | "[Rádio Ducher #3]"                                                                                     | Plato Divorak e Pedro Petracco                                                 | 0:08    |  |
| 10.            | "Tudo OK" (Participação: Pedro Dom e Mágico Kronnus)                                                    | Rodrigo Pilla                                                                  | 3:58    |  |
| 11.            | "Eu gostaria de matar os dois" (Participação: Frank Jorge e André Surkamp)                              | Marcelo Birck e Frank Jorge                                                    | 2:43    |  |
| 12.            | "[Rádio Ducher #4]"                                                                                     | Carlinhos Carneiro e Pedro Petracco                                            | 0:16    |  |
| 13.            | "Ame o limão!" (Participação: Amanda Magnone e Sandro Ribeiro)                                          | Amanda Magnone e Leandro Sá                                                    | 2:20    |  |
| 14.            | "[Estúdio Mubemol]"                                                                                     | Gilberto Ribeiro Jr.                                                           | 0:16    |  |
| 15.            | "[Rádio Ducher #5]"                                                                                     | Leandro Sá, Gilberto Ribeiro Jr. e Gert Bolten Maizonave                       | 0:57    |  |
| 16.            | "Choose de loque - ou, tudo funcionando meio Happy Mondays" (Participação: Plato Divorak)               | Plato Divorak, Leandro Sá e Kátia Aguiar                                       | 2:46    |  |
| 17.            | "Quedê-lhe a sala especial" (Participação: Michel Vontobel)                                             | Leandro Sá e Vivi Peçaibes                                                     | 3:49    |  |
| 18.            | "[Rádio Ducher #6]"                                                                                     | Carlinhos Carneiro, Plato Divorak e Pedro Petracco                             | 0:56    |  |
| 19.            | "Final de novela - ou, tudo funcionando meio Irmãos Coragem" (Participação: Renato Borghetti e Rafuagi) | Carlinhos Carneiro, Rafa Rafuagi, Ricky Rafuagi, Leandro Sá e Kátia Aguiar     | 3:04    |  |
| 20.            | "[Rádio Ducher #7]"                                                                                     | Carlinhos Carneiro, Plato Divorak e Pedro Petracco                             | 0:30    |  |
| 21.            | "E assim por diante" (Participação: Gonzalo Deniz)                                                      | Carlinhos Carneiro, Leandro Sá e Gilberto Ribeiro Jr. (Versão: Gonzalo Diniz)  | 2:17    |  |
| 22.            | "[Rádio Ducher #8]"                                                                                     | Carlinhos Carneiro, Plato Divorak e Pedro Petracco                             | 0:44    |  |
| 23.            | "Prato comercial" (Remix por ccccchaves)                                                                | Carlinhos Carneiro e Leandro Sá                                                | 5:02    |  |
| 24.            | "Melissa (Instrumental)" (Por Astronauta Pinguim)                                                       | Carlinhos Carneiro e Rafael Rossato                                            | 3:47    |  |
| 25.            | "+Q1 Vanessa - ou, o Vanessa" (Participação: Gilberto Ribeiro Jr)                                       | Leandro Sá e Carlinhos Carneiro                                                | 2:45    |  |
| 26.            | "[Rádio Ducher #9]"                                                                                     | Carlinhos Carneiro e Pedro Petracco                                            | 1:28    |  |
| Duração total: | Duração total:                                                                                          | Duração total:                                                                 | 59:29   |  |

## Crítica
| Críticas profissionais | Críticas profissionais |
| Avaliações da crítica  | Avaliações da crítica  |
| Fonte                  | Avaliação              |
| ---------------------- | ---------------------- |
| Rolling Stone          | 3 de 5 estrelas.       |
| Miojo Indie            | Nota 8                 |

## Bidê ou Balde
- Carlinhos Carneiro: Voz solo
- Leandro Sá: Guitarra
- Rodrigo Pilla: Guitarra, scaletta
- Vivi Peçaibes: Vozes e teclados

## Créditos
- Produzido por Gilberto Ribeiro Jr. e Bidê ou Balde, exceto O soul mentiu pra você produzida por Daniel Teo e Bidê ou Balde e À la minuta e Prato comercial produzidas por Edu K
- Gravado, Mixado e Masterizado no Estúdio Mubemol, em Porto Alegre, por Gilberto Ribeiro Jr (Exceto as indicadas abaixo)
- Faixa Much more than a friend gravada e mixada no Estúdio LA Muzika, por Luciano Albo
- Faixa À la minuta gravada, mixada e masterizada no RKE Studio, por Eduardo Rabuske
- Faixa O Soul Mentiu pra você gravada no Estúdio Sopro Records, por Daniel Teo e Bidê ou Balde
- Faixa Tudo OK pré gravada no Estúdio "Casa do Pilla"
- Faixa Eu gostaria de matar os dois gravada e mixada no Estúdio Soma, por Tiago Becker
- Faixa Ame o Limão! gravada no Estúdio Villeneuve, por Leandro Sá (Parte 1) e Júlio Porto (Bases da Parte 2)
- Faixa Quedê-lhe a sala especial? gravada no Estúdio Villeneuve e mixada no Estúdio Soma, por Tiago Becker
- Faixa Melissa (Instrumental) gravada e mixada no Estúdio Groove Áudio, por Régis Sam e masterizada por Luiz Calanca (em Dezembro de 2000) - Versão originalmente lançada no disco Petiscos sabor churrasco/Switched bah! (2004), de Astronauta Pinguim. Editada por Pineapple Music.
- Trilhas da Radio Ducher com Katia Suman (No ar) gravadas no Estúdio Cetáceo, por Pedro Petracco
- Faixa Prato comercial remixada por ccccchaves
- Direção Artística: Bidê ou Balde e Gilberto Ribeiro Jr.
- Produção Executiva: Chico Bretanha
- Assessoria de Produção: Thiago Piccoli
- Fotografia: Christian Jung
- Direção de Arte Album e Hellgrafia: Leo Lage e Gabriel Not
- ReHajaLuz Rotten 35mm Film e Arte Digital Album: Leo Lage

### Rádio Ducher
- Criação e Execução da Rádio Ducher: Leandro Sá e Carlinhos Carneiro
- Técnicos da Rádio Ducher: Gilberto Ribeiro Jr. e Pedro Petracco
- Locutora e Garota da Hora (e do Tempo): Kátia Suman
- Radialista Congênito: Carlinhos Carneiro
- Consultoria em Culinária Cósmica, Criação e Apresentação de Duchers: Plato Divorak
- Ligação Exterior: Gert Bolten Maizonave
- Tema da Rádio Ducher: Tudo Funcionando Meio 8-B IT por Lucas Juswiak
- Produção Geral: Gilberto Ribeiro Jr., Carlinhos Carneiro, Leandro Sá e Pedro Petracco
- Locuções Adicionais: Vivi Peçaibes e Alexandre "Papel" Loureiro
- Conversa de Pássaros: Gert e Juninho

### Participações Especiais
- Alexandre "Papel" Loureiro: Boa tardinha! na faixa [Estúdio Mubemol]]
- Amandinha: Vozes, shakes e backing vocal na faixa Ame o limão!
- André Surkamp: Baixo na faixa Eu gostaria de matar os dois
- Astronauta Pingüim: Moog Prodigy sinthesizer, Crumar Toccata organ, Casio CZ 5000 sinthesizer e Vocoder na faixa Melissa (Instrumental)
- Bolada: Bateria na faixa Melissa (Instrumental)
- Cristiano Sassá: Surdo, cuíca, agogô, caixeta, shake e pandeiro na faixa Não para(r) mais
- Daniel Teo: Banjo, percussão, palmas e backing vocal na faixa O soul mentiu pra você
- Diego Belmonte: Guitarra na faixa Fazer tudo a pé
- Edu K: Baterias eletrônicas e programação na faixa À la minuta
- Frank Jorge: Voz solo na faixa Eu gostaria de matar os dois
- Gilberto Ribeiro Jr.: Piano e bateria na faixa +Q1 Vanessa - ou, o Vanessa
- Gonzalo Deniz: Voz solo na faixa E assim por diante
- Grupo Rafuagi: Vozes solo na faixa Final de novela - ou tudo funcionando meio irmãos coragem
- Ilza Peçaibes: Vozes na faixa E assim por diante
- Inês Marques: Narração luso-narrativa na faixa [Estúdio Mubemol]]
- Juninho: Piano elétrico, bateria eletrônica e backing vocal na faixa Final de novela - ou tudo funcionando meio irmãos coragem; Piano, hammond, ARP strings e arranjos na faixa E assim por diante; Baixo e Finger beat drum na faixa Tudo OK; Piano na faixa [Estúdio Mubemol]]; Sintetizadores, bateria eletrônica, cafeteira, copo de whisky e taça de vinho na faixa Choose de loque - ou tudo funcionando meio Happy Mondays; Orquestra de churrascaria na faixa Quedê-lhe a sala especial
- Katia Suman: Locutora Principal da Rádio Ducher
- Luciano Albo: Voz Solo, guitarras, baixo e programações na faixa Much more than a friend
- Lucas Juswiak: Baixo nas faixas À la minuta e Prato comercial
- Mágico Kronnus: Mágica na faixa Tudo OK
- Marco Rubenick: Bateria e arranjos de bateria na faixa Não para(r) mais
- Mauricio Bisol: Violino na faixa Fazer tudo a pé
- Michel Vontobel: Bateria nas faixas Eu gostaria de matar os dois e Quedê-lhe a sala especial
- Pedro Dom: Clarinete na faixa Tudo OK
- Pedro Porto: baixo nas faixas Não para(r) mais e O soul mentiu pra você
- Plato Divorak: Locutor da Rádio Ducher; Voz solo na faixa Choose de loque - ou tudo funcionando meio Happy Mondays
- Público do Opinião: Cantoria na faixa À la minuta
- Renato Borghetti: Gaita ponto na faixa Final de novela - ou tudo funcionando meio irmãos coragem
- Régis Sam: Baixo na faixa Melissa (Instrumental)
- Sandro Ribeiro: Arranjos de bateria na faixa Não para(r) mais; bateria nas faixas Final de novela - ou tudo funcionando meio irmãos coragem, na faixa Choose de loque - ou tudo funcionando meio Happy Mondays e Ame o limão!
- Tanara Ribeiro: Palmas na faixa O soul mentiu pra você

## Resenhas
| “ | Aconteceu há um tempo atrás, no futuro, quando a Terra havia sido invadida por uma horda de alienígenas reptilianos que vibravam de prazer, entoando aos gritos a expressão "Gilgolgo!", a cada vez que extinguiam uma de nossas formas de vida mais raras, culturas antigas ou hábitos exóticos. A primeira vez que ouvimos falar deles foi nos textos de um humanista esquecido, sábio absoluto dos modos humanos e espaciais, autor de contos e romances de ficção científica lançados em revistas pornográficas cheias de 'castores escancarados': Kilgore Trout Tínhamos em nossa cidade uma rádio única, diferente de tudo no dial, com seu ritmo próprio e comunicadores apaixonados por música, que conquistavam os ouvintes com informação sobre os mais variados tópicos e um gosto pela subversão, pelo absurdo, e tudo aquilo que fazia a cabeça de sus ídolos e os tornavam personagens grandiosos em suas ondas de freqüência modulada - pessoas comuns, artistas locais e poetas do mundo inteiro incluídos num só saco de gênios. Era a Rádio Ducher, um espaço anárquico, um oásis de loucura, que dava à música dos outsiders e malucos um posto no panteão dos eternos. A ovelha negra das emissoras. Uma cultura antiga, um hábito exótico. O álbum que você tem às suas mãos é a reprodução exata da última hora de transmissão da Rádio Ducher, que naquele horário tinha em sua grade o programa Clube Bridge Robo Magic, apresentado pela mais icônica voz de lá, a apresentadora Karia Suman, e com as constantes intervenções do homenageado/patrono mór da Rádio, o músico Plato Divorak, com diversas receitas da sua criação que dera nome à Rádio, o Ducher. Havia uma certa tranqüilidade no ar, era apenas mais uma transmissão, mas era a última - para o desespero de todos os ouvintes, artistas, apresentadores e pessoal da limpeza. É possível ouvir, ao final do disco, o exato momento em que as nefastas formas de vida invadiram os estúdios e decretaram o final da rádio, gritando, rindo e dando adeus com prazer: Gilgongo! Por Só Mascarenhas | ” |

| “ | À LA MINUTA - A ontologia do ser e do ente enquanto tempo: Uma introdução, mas com jeito A questão, meu, é conceitual: o que é? O que é que tem? Me refiro ao ser, em si mesmo, entende? Ser, intransitivo. O troço é, ou o troço não é. Troço, mas dizendo tróço. Para com essa bobagem. Se o troço é, não tem erro, é bucha: a coisa, o troço, esse algo aí, é, e ponto. Vamos tomar um exemplo - garçom, traz um exemplo aí! Aí vem o garçom com um à la minuta. Começa o problema do ser: um à la minuta ou uma à la minuta? Tem um carioca junto e estranha, mehmão, é à minuta, sem esse "la" aí. Ninguém dá bola. Aí outro olha e bá, tem feijão, e já a mesa toda se revolta, porque se tem feijão é outro ser, o ser profundo do prato comercial. Entende como é? Conceito, clareza, profundidade, um olho no olho e outro no lance. À la minuta, todos os minutos da vida, all the time, rapidinho conforme o pedido, é bife, arroz, batata frita, com dois ovos fitos em cima, no máximo uma saladinha em volta, pra dar uma cor. Sem feijão. Garçom, mais um exemplo aí, que a coisa vai longe! Por Luís Augusto Fischer | ” |